# Horní Chřibská
Horní Chřibská (německy Oberkreibitz) je část města Chřibská v okrese Děčín. Nachází se na východě Chřibské. Horní Chřibská je také název katastrálního území o rozloze 4,05 km².

## Historie
První písemná zmínka o vesnici pochází z roku 1457. Na území Horní Chřibské se nacházela sklárna, jejíž založení bylo podle dobových pramenů datováno do roku 1414 a která byla tudíž považována za nejstarší sklárnu ve střední Evropě. Provoz v historické sklárně byl z ekonomických důvodů ukončen v roce 2007.

## Obyvatelstvo

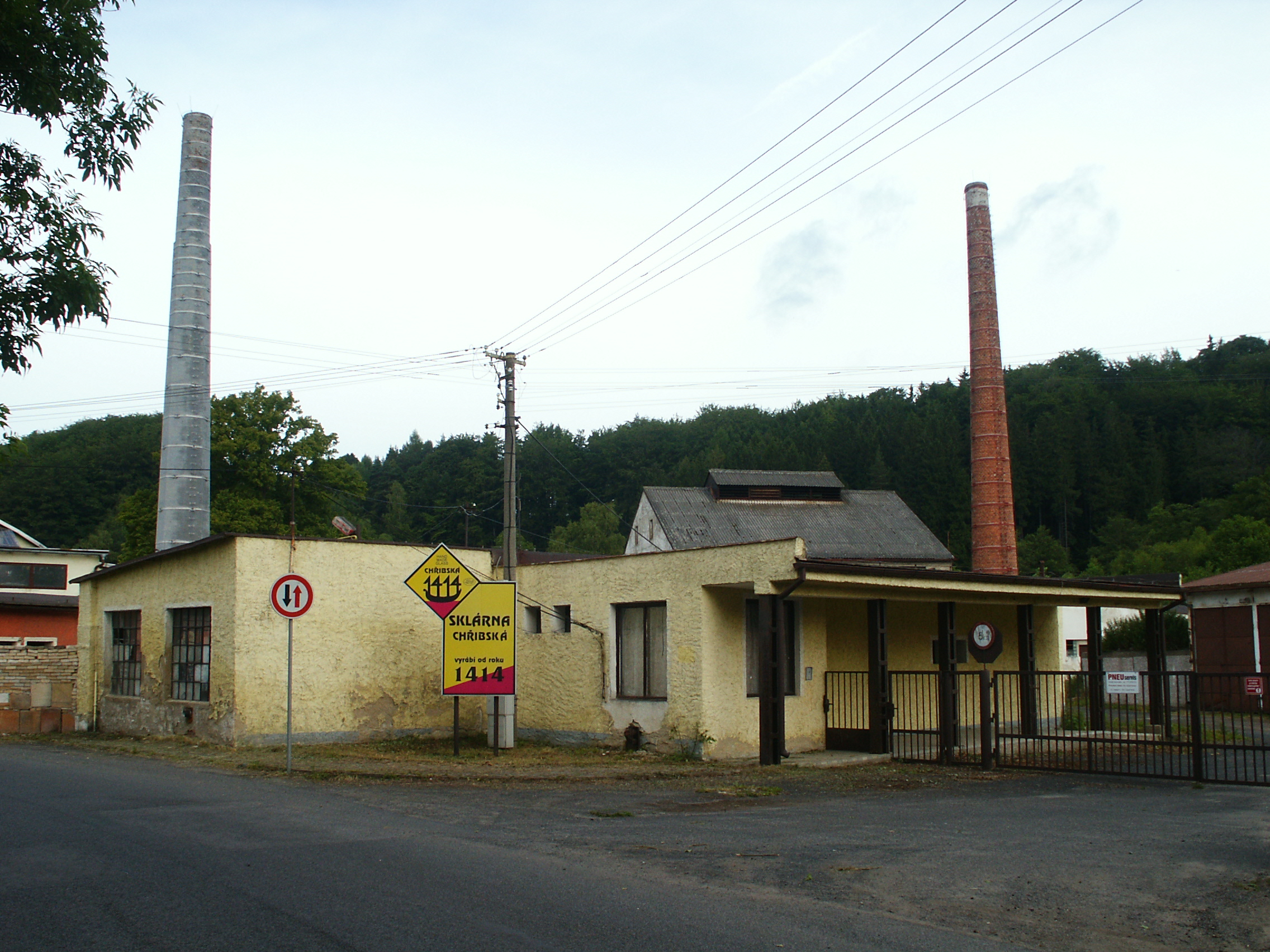
Areál historické sklárny

Při sčítání lidu v roce 1921 zde žilo 957 obyvatel (z toho 448 mužů), z nichž bylo 73 Čechoslováků, 867 Němců a sedmnáct cizinců. Kromě osmi evangelíků, sedmnácti členů nezjišťovaných církví a dvanácti lidí bez vyznání se většina hlásila k římskokatolické církvi. Podle sčítání lidu z roku 1930 měla vesnice 1 027 obyvatel: sedmdesát Čechoslováků, 945 Němců a dvanáct cizinců. Převažovala římskokatolická většina, ale ve vsi žilo také sedm evangelíků, čtrnáct příslušníků nezjišťovaných církví (z toho dvanáct u starokatolické církve) a 83 lidí bez vyznání.
|                                                                   | 1869  | 1880  | 1890  | 1900  | 1910  | 1921 | 1930  | 1950 | 1961 | 1970 | 1980 | 1991 | 2001 | 2011 |
| ----------------------------------------------------------------- | ----- | ----- | ----- | ----- | ----- | ---- | ----- | ---- | ---- | ---- | ---- | ---- | ---- | ---- |
| Obyvatelé                                                         | 1 169 | 1 174 | 1 091 | 1 098 | 1 087 | 957  | 1 027 | 411  | 336  | 328  | 297  | 266  | 268  | 219  |
| Domy                                                              | 150   | 164   | 166   | 178   | 179   | 186  | 190   | 166  | .    | 84   | 79   | 63   | 86   | 90   |
| Počet domů z roku 1961 je zahrnut v domech místní části Chřibská. |       |       |       |       |       |      |       |      |      |      |      |      |      |      |

## Pamětihodnosti
- Venkovská usedlost čp. 32
- Venkovská usedlost čp. 93
- Venkovská usedlost čp. 125
- Sklárna z roku 1414